# Валовы (Юрьевское сельское поселение)
Валовы — опустевшая деревня в Котельничском районе Кировской области в составе Юрьевского сельского поселения.

## География
Располагается на расстоянии примерно 22 км по прямой на север-северо-восток от райцентра города Котельнич на правобережье реки Молома.

## История
Была известна с 1671 года как починок Логинка Исаева. В 1763 году в деревне уже отметили 31 жителя. В 1873 году здесь (деревня Логина Исаева или Валовы) дворов 4 и жителей 30, в 1905 (уже починок Логина Исаева или Петруничи, Федосковы) 8 и 64, в 1926 (снова деревня) 10 и 56, в 1950 26 и 88, в 1989 уже не осталось постоянных жителей. Настоящее название утвердилось с 1939 года.

## Население
Постоянное население  не было учтено как в 2002 году, так и в 2010.